# جيش أراكان
جيش أراكان (باللغة الراخينية: အာရက္ခတပ်တော်، الرومانيزي: Araka Tatdaw، المختصر: AA)، ويُشار إليه أحيانًا باسم جيش أراكا، هو منظمة مسلحة قومية عِرقية تتخذ من ولاية راخين (أراكان) مقراً لها. تأسس في 10 أبريل 2009، وهو الجناح العسكري لـ "الرابطة المتحدة لأراكان" (ULA). ويقوده حاليًا القائد العام اللواء توان مرات ناينج، ونائب القائد العام العميد نيو توان أوينج. يذكر جيش أراكان أن هدف ثورته المسلحة هو استعادة سيادة شعب أراكان. في مقابلة أجريت في فبراير 2024، ادعى توان مرات ناينج أن الجيش قد نما إلى ما لا يقل عن 38000 جندي. إلا أن أنتوني ديفيس، الخبير العسكري والأمني، رفض هذا الادعاء وقدم تقديراً بأن الجيش يضم ما لا يقل عن 15000 جندي في ولاية تشين وولاية راخين، بالإضافة إلى حوالي 1500 في ولاية كاشين وولاية شان. في أوائل العقد الأول من القرن الحادي والعشرين، قاتل جيش أراكان إلى جانب جيش استقلال كاشين (KIA) ضد الجيش البورمي (قوات ميانمار المسلحة) في صراع كاشين. وبعد اندلاع الصراع في ولاية راخين عام 2016، أصبح الجيش أكثر انخراطًا في منطقة أراكان. في عام 2019، شن الجيش هجمات على قوات الأمن الحكومية، ورد الجيش البورمي، مما أدى إلى تصاعد الاشتباكات. توصل الجيش إلى وقف إطلاق النار في أواخر عام 2020 بعد تقويض سيطرة الحكومة المركزية في شمال راخين. وملأ الجيش الفراغ القوي على مدار الثمانية عشر شهراً التالية ببناء الدولة، مثل حملات التطعيم ضد كوفيد-19.
خلال الحرب الأهلية في ميانمار، انهار اتفاق وقف إطلاق النار وتجددت الاشتباكات المسلحة في يوليو 2022 بعد غارة جوية نفذتها قوات تتماداو على قاعدة تابعة لجماعة آراكان. وافق الطرفان على وقف إطلاق نار مؤقت في نوفمبر 2022، لأسباب إنسانية بحسب ما ورد.
في العاشر من أبريل عام 2024، أعلنت منظمة (AA) عن تغيير اسمها من "ركاين تتداو" (باللغة الركهينية: ရက္ခိုင့်တပ်တော်) إلى "أراكها تتداو" (باللغة الركهينية: အရက္ခတပ်တော်). وادعى المتحدث باسم المنظمة، السيد خين ثو خا، أن اسم "أراكها" يمثل جميع الأشخاص الذين يعيشون في ولاية راخين، بغض النظر عن خلفياتهم. ومع ذلك، لا تزال منظمة (AA) تستخدم اسم "جيش أراكان" على موقعها الإلكتروني باللغة الإنجليزية.

## النشأة
تأسس جيش أراكان في العاشر من أبريل عام 2009، بالتزامن مع الجناح السياسي التابع له، وهو اتحاد رابطة أراكان، وذلك في ما يصفه بأنه "مقر مؤقت" في لايزا، ولاية كاشن.
بعد التدريب، خططت المجموعة للعودة إلى ولاية أراكان والقتال من أجل تقرير المصير؛ ومع ذلك، مع اندلاع القتال في ولاية كاشين في يونيو 2011، لم يتمكنوا من ذلك. نتيجة لذلك، حملوا السلاح ضد الجيش البورمي دعماً لجيش استقلال كاشين. في عام 2014، بدأ جيش أراكان مستوطنة في ولاية راخين بالقرب من الحدود مع بنغلاديش وأخرى بالقرب من الحدود التايلاندية البورمية، الأمر الذي زاد من قوته بشكل كبير وأثر إيجابياً على قدراته القتالية. في فبراير 2015، قاتل جيش أراكان إلى جانب جيش تحالف الأقليات الديمقراطي البورمي (MNDAA)، وهو جماعة مسلحة عرقية، وحليفه جيش تحرير تاي آنغ (TNLA) في صراعهم مع الجيش البورمي.  أفادت التقارير بمقتل المئات من جنود التاتمادو في هذا الصراع. في 27 أغسطس 2015، وقع اشتباك بين قوات جيش أراكان وحرس الحدود البنغلاديشي (BGB)، حيث فتح كلا الجانبين النار بالقرب من منطقة بورو موداك في ثانشي بمنطقة بندربان، بالقرب من الحدود المشتركة بين بورما وبنغلاديش. في 20 أغسطس 2015، اشتبك جيش أراكان مع حرس الحدود البنغلاديشي (BGB)، بعد أن صادرت قوات حرس الحدود البنغلاديشي عشرة من خيولهم في وقت سابق من ذلك اليوم. 
يُزعم أن جيش أراكان يدافع عن حق تقرير المصير للسكان الأراكانيين متعددي الأعراق، فضلاً عن صون وتعزيز الهوية الوطنية والتراث الثقافي لشعب أراكان. قام الجيش بتجنيد الروهينغيا في هيكله التنظيمي، ويزعم أنه بصدد إنشاء حكومة شاملة فيدرالية لمواجهة الجيش في ولاية راخين. وفي مقابلة مع صحيفة "بروثوم ألو" في عام 2021، قال قائد الجيش توان مراد ناينغ إن المنظمة تريد أن تكون لها علاقات جيدة مع بنغلاديش والعمل معها بشأن قضية الروهينغيا.
في مقابلة مع أراكان ميديا (AKK) أجريت في أغسطس 2021، صرح قائد جيش أراكان بأن الهدف السياسي للثورة المسلحة هو استعادة سيادة أراكان، وأنه لم يكن هناك أي مساومة في محاولة استعادة السيادة المفقودة ولن يكون هناك في المستقبل أيضًا.

## التجنيد
تم تدريب معظم جنود جيش أراكان في الأصل في أكاديمية الجيش الكايا. ومنذ عام 2014 ، أنشأ جيش أراكان معسكرات تدريب خاصة به في ولاية راخين. ووفقًا لمراقب السلام في ميانمار ، كان لدى جيش أراكان أكثر من 1500 جندي في عام 2014 ، بما في ذلك أفراد متمركزين في ولاية راخين بالقرب من الحدود بين ميانمار وبنغلاديش. وذكرت صحيفة إيراوادي في سبتمبر 2015 أن جيش أراكان يضم أكثر من 2500 جندي و 10000 فرد في جناحه المدني. وفي يونيو 2020 ، زعم قائد جيش أراكان أن المجموعة تضم أكثر من 20.000 جندي. وفي مقابلة أجريت معه في ديسمبر 2021 ، زعم توان مارات ناينج أن جيش أراكان قد نما إلى 30.000 جندي.
على الرغم من أن جيش أراكان (AA) تلقى تدريبه الأولي من قبل جيش استقلال كايا (KIA)، إلا أنه فيما بعد انحاز بشكل أكبر إلى جيش ولاية وا المتحدة (UWSA) من خلال لجنة التفاوض والتشاور السياسي الفيدرالية. وتعدّ هذه المجموعات الثلاث جزءًا من التحالف الشمالي أيضًا. وفي عام 2020، اتهمت الهند الصين بمساعدة الجماعات المتمردة، بما في ذلك جيش ولاية وا المتحدة وجيش الله الرحيم، من خلال تزويدها بالأسلحة وتوفير المخابئ داخل الأراضي الهندية. وقد تلقى جيش الله الرحيم أسلحة صينية الصنع، مثل الصواريخ الأرض-أرض التي استُخدمت خلال هجوم على البحرية الميانمارية في عام 2019. ومع ذلك، لا يوجد دليل قوي يؤكد بشكل مباشر تورط الصين، حيث يمكن أن تكون الأسلحة الصينية قد تم تزويدها من قبل جيش ولاية وا المتحدة، الذي تربطه علاقات أوثق بالصين.
استهدف جيش أراكان مشروع كالادان متعدد الوسائط للنقل العابر الهندي، دون أن يستهدف المشاريع الصينية في المنطقة، مما دفع البعض إلى اتهام الصين بالإرهاب الدبلوماسي. ومع ذلك، صرح الجيش في فبراير 2024 بأنه لن يمنع إكمال المشروع. كما التقى ممثلوه بـ ك. فانلالفينا، وهو سيناتور هندي جاء لمراقبة أعمال بناء الطرق. 

## النزاع المسلح

### الاشتباكات المبكرة

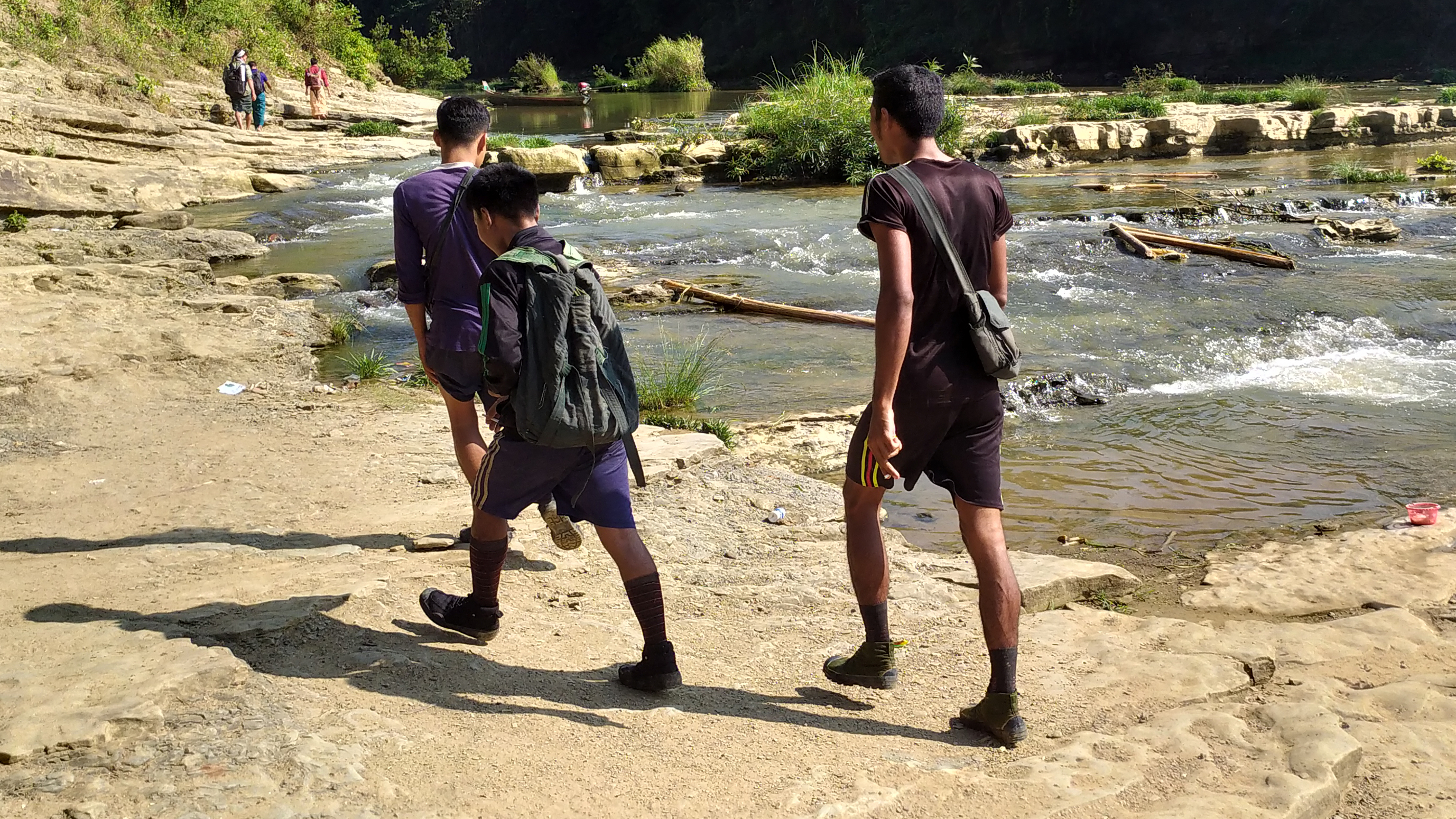
جنود جيش أراكان الشباب في عام 2021

في أبريل 2015، اشتبك جيش آراكان (AA) مع الجيش البورمي في بلدة كياوكتاو بولاية راخين وبلدة باليتوا بولاية تشين.
في ديسمبر 2015، اشتبك جيش ميانمار (تاتماداو) وجيش أراكان في عدة أيام من القتال على بعد حوالي 60 كيلومترًا (37 ميلًا) شمال سيتوي على الحدود بين مدينتي كياوك تاو ومروك يو. لقي عدد غير معروف من العسكريين مصرعهم في القتال. [39] قتل عدة من جنود تاتماداو، بينهم قائد عسكري واحد، في هجمات القناصة. أصيب العديد من الجنود الآخرين.
في أعقاب الاشتباكات التي اندلعت بين المتمردين الروهينجا وقوات الأمن البورمية في شمال ولاية راخين في أكتوبر 2016، أصدر جيش أراكان بيانًا صحفيًا وصف فيه الجناة (جيش إنقاذ روهينجا أراكان) بـ "الإرهابيين البنغاليين المسلمين الوحشيين" ووصف العنف بأنه "تمرد للمقاتلين الإسلاميين المتطرفين البنغاليين في شمال أراكان
في نوفمبر 2017، اندلعت اشتباكات عنيفة بين جيش آراكان والجيش البورمي في ولاية تشين، أسفرت عن مقتل 11 جنديًا بورميًا. ووفقًا لبي بي سي، حظي جيش آراكان بدعم شعبي واسع في مدينة مروك يو، وانضم عدد من الرجال من المدينة إلى صفوفه مؤخرًا.

### حرب 2018-2020 مع القوات المسلحة

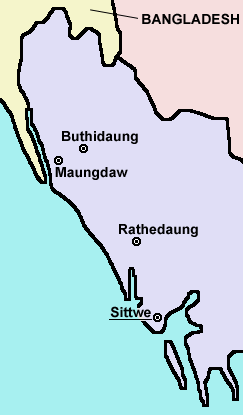
مدن ولاية راخين الشمالية

في 21 ديسمبر 2018، أعلن جيش ميانمار عن وقف إطلاق النار من جانب واحد لمدة أربعة أشهر في خمس مناطق صراع، قائلاً إنه سيعقد محادثات مع الأطراف غير الموقعة على اتفاق وقف إطلاق النار الوطني (NCA) خلال فترة وقف إطلاق النار. ومع ذلك، تجدر الإشارة إلى أن القيادة الغربية (المتمركزة في ولاية تشين وولاية راخين) استُبعدت بشكل ملحوظ من إعلان وقف إطلاق النار من جانب واحد، وأُبلغ عن زيادة في الاشتباكات بين جيش ميانمار وجيش أراكان.
في صباح يوم 4 يناير 2019، شن حوالي 300 من أعضاء جيش أراكان هجمات قبل الفجر على أربعة نقاط حدودية للشرطة في شمال بلدة بوثيداوغ، وهي: كياونغ تاونغ، ونغا مين تاو، وكا هتي لا، وكون مينت.قتل ثلاثة عشر من أفراد شرطة الحدود وأُصيب تسعة آخرون، في حين أن جيش أراكان استولى على 40 سلاحا ناريا وأكثر من 10.000 طلقة ذخيرة. وذكر جيش أراكان لاحقا أنه أسّر تسعة من أفراد شرطة الحدود وخمسة مدنيين، وأن ثلاثة من مقاتليه قتلوا أيضا في الهجمات.وبعد الهجمات، عقد مكتب رئيس ميانمار اجتماعا رفيع المستوى حول الأمن القومي في العاصمة نايبيدو في 7 يناير 2019، وطلب من وزارة الدفاع زيادة انتشار القوات في المناطق التي تعرضت للهجوم واستخدام الطائرات إذا لزم الأمر.
تم الإبلاغ عن تورط جنود الجيش الميانماري من الفرقة الخفيفة الـ 22، وعناصر من الفرقتين الخفيفتين الـ 66 والـ 99، وكتائب من القيادة الغربية لتاتماداو في الهجوم العسكري اللاحق ضد جيش أراكان. وأفادت التقارير بوقوع اشتباكات في بلديات مونغداو وبوثيداوغ وكياوك تاو وراته داونغ وبوناجيون، الواقعة في الأجزاء الشمالية والوسطى من ولاية راخين. وأصدرت حكومة ولاية راخين إشعاراً يمنع المنظمات غير الحكومية ووكالات الأمم المتحدة، باستثناء اللجنة الدولية للصليب الأحمر وبرنامج الأغذية العالمي، من السفر إلى المناطق الريفية في هذه البلديات المتضررة من الصراع. ودفع القتال 5000 مدني إلى الفرار من ديارهم واللجوء إلى الأديرة والمناطق العامة في جميع أنحاء المنطقة، وفقًا لمكتب الأمم المتحدة لتنسيق الشؤون الإنسانية.  كما تم الإبلاغ عن وقوع إصابات بين المدنيين، والاحتجاز التعسفي لقرى الأراكانية،  وعرقلة الجيش للمساعدات الغذائية والإغاثة الطبية.
في التاسع من مارس عام 2019، شنّ حوالي 60 من مسلحي جيش أراكان هجوماً مسائياً على مركز شرطة يو تا يوك. ووفقاً لتقرير قتالي مسرب، قتل تسعة من رجال الشرطة وأصيب اثنان، وسرق المهاجمون عشرة بنادق قتال من طراز BA-63 وأسلحة أخرى. وفي اليوم نفسه، تمكن مسلحو جيش أراكان من السيطرة على مركز القيادة الأمامي لكتيبة المشاة الخفيفة رقم 563 التابعة لولاية راخين، والتي تخضع للإشراف من لواء المشاة الخفيف رقم 5. ووفقاً لبيان صحفي صادر عن جيش أراكان، تم أسر 11 شخصاً، بينهم أربعة مهندسين عسكريين، وتم الاستيلاء على 16 جرافة، وسيارة، وشاحنة قلاب، ومدافع هاون عيار 60 و 80 ملم.وفي أبريل، هاجم حوالي 200 من مسلحي جيش أراكان وحدة الأمن الشرطي رقم 31 في الساعة العاشرة مساءً. ورد الجيش رداً على ذلك بطائرات مقاتلة، حيث قصف مواقع جيش أراكان حتى الساعة السادسة صباح اليوم التالي.
في 22 سبتمبر، اندلعت اشتباكات بالقرب من قرية تاونغي في بلدة ميبو، مع انتهاء وقف إطلاق النار. وفي أكتوبر، قام جنود من جيش أراكان بضبط عبارة على نهر مايو بين سيتوي وبلدة بوثيدونغ، وخطفوا مجموعة من 58 راكباً، بينهم جنود وشرطة وعمال حكوميون. وأسفرت محاولة إنقاذ قام بها الجيش باستخدام طائرة هليكوبتر عن تبادل لإطلاق النار، مما أدى إلى مقتل عدد من الرهائن.
في السادس من فبراير عام 2020، هاجم جيش أراكان أحد مراكز الجيش التابع للحكومة (تاتماداو) على ضفاف نهر كاليدان في ولاية تشين. استمرت المعارك لأسابيع وبلغت ذروتها في الأسبوع الثاني من مارس عندما أعلن جيش أراكان أنه أسر 36 جنديًا، بينهم قائد كتيبة. وفي 19 مارس 2020، أصدرت قوات التاتماداو بيانًا زعمت فيه قدرتها على كسر حصار جيش أراكان للمركز.
في 26 مايو 2020، أصدر جيش أراكان بيانًا طالب فيه بانسحاب إدارة الحكومة البورمية والقوات المسلحة البورمية فوراً من أراكان. وفي يناير 2019، صنفت اللجنة المركزية لمكافحة الإرهاب في ميانمار جيش أراكان كمنظمة إرهابية بموجب قانون مكافحة الإرهاب في البلاد.
توصل جيش آراكان (AA) والحكومة المركزية في ميانمار إلى اتفاق لوقف إطلاق النار في نوفمبر 2020. بحلول وقت وقف إطلاق النار، كانت سيطرة ميانمار قد تآكلت بشكل كبير في ولايتي راخين الوسطى والشمالية، مما أدى إلى فراغ ملأه جيش آراكان على مدار الـ 18 شهرًا التالية. قام جيش آراكان بتقديم العديد من الخدمات العامة للسكان، مثل لقاحات كوفيد-19 وتعيين مسؤولين محليين في ولاية راخين الشمالية.

### الحرب الأهلية في ميانمار (2021–حتى الآن)

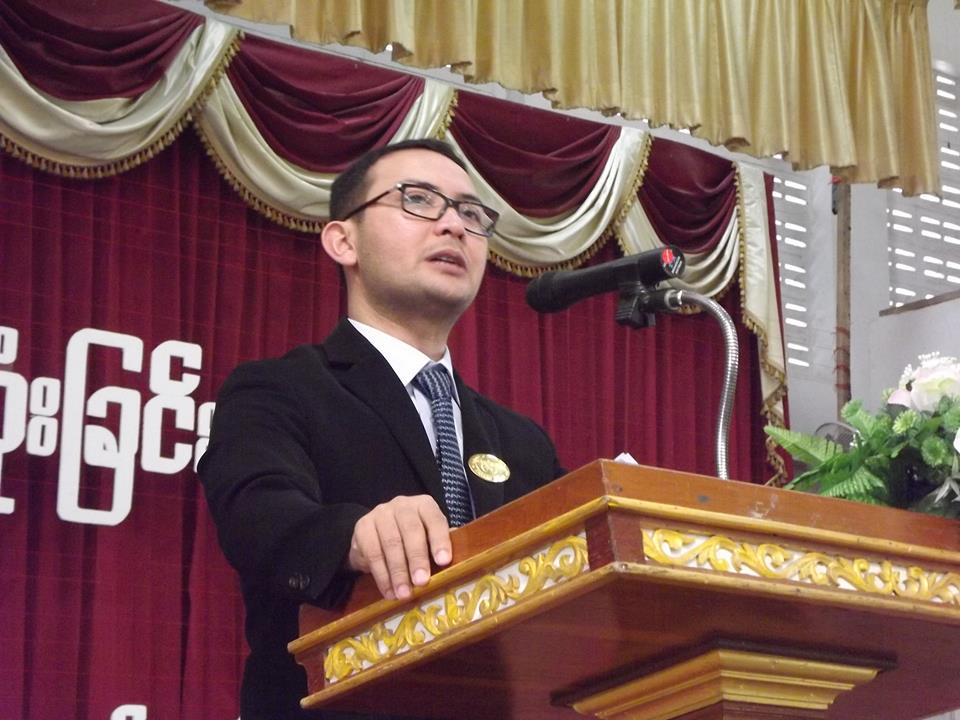
الجنرال توان مرات ناينغ

بعد انقلاب ميانمار عام 2021، قام كل من المجلس العسكري وحكومة المنفى بسحب تصنيف جيش أراكان (AA) كمنظمة إرهابية. وقد قام مجلس إدارة الدولة (SAC) بسحب هذا التصنيف في 11 مارس 2021، بينما أعلنت لجنة تمثيل برلمان اتحاد بيما (CRPH) بعد ذلك بضعة أيام عن إلغاء تصنيفها الإرهابي لجميع الجماعات المتمردة. ومع ذلك، هدد جيش أراكان في 30 مارس بإنهاء وقف إطلاق النار مع الجيش البورمي (Tatmadaw) إذا رفض مجلس إدارة الدولة إصدار أمر بوقف مذبحة المدنيين المحتجين على الانقلاب.وفي 10 أبريل 2021، شن جيش أراكان إلى جانب حلفائه، جيش تحرير القومية الكاشين (TNLA) وجيش الوحدة الوطنية الديمقراطية الميانمارية (MNDAA)، هجومًا على مركز للشرطة جنوب لاشيو في ولاية شان، مما أسفر عن مقتل 14 شرطيًا على الأقل وحرق المركز بالكامل.
بين شهري يونيو وأغسطس من عام 2022، انهار وقف إطلاق النار غير الرسمي الذي تم التوصل إليه في أواخر عام 2020 بين جيش أراكان والعسكر. ومع انشغال الجيش بالمقاومة المتزايدة في أماكن أخرى وتزايد الدعم الشعبي للشراكة مع حكومة الوحدة الوطنية (NUG)، بدأ جيش أراكان يسعى إلى توسيع نفوذه في جنوب ولاية راخين. وأصبح خطاب زعيم جيش أراكان، توان مرات ناينغ، أكثر استفزازًا في يونيو، حيث صرح المتحدثون العسكريون بأن جيش أراكان يدعو إلى الصراع.
استؤنفت الاشتباكات المسلحة في يوليو بعد أن شنّت الجُنطة غارة جوية على قاعدة تابعة لجيش أراكان في ولاية كايا، مما أسفر عن مقتل ستة جنود من الجيش. ردّ جيش أراكان بعد ذلك بـ 12 يومًا في بلدة مونغداو، قُتل خلالها أربعة جنود من الجُنطة وأُسر أربعة عشر آخرون. اندلعت اشتباكات مسلحة في شمال ولاية راخين وغرب ولاية تشين في أواخر يوليو وأوائل أغسطس، بما في ذلك مدينة باليتوا في ولاية تشين. وبحلول أواخر أغسطس، أصبح السفر إلى شمال راخين يتطلب الإبلاغ عن سلسلة من نقاط التفتيش، وتوقفت جميع سفن النقل العام عن العمل. فرض كل من جيش أراكان والجُنطة حصارًا وإشعارًا مسبقًا صارمًا على جميع المسافرين الذين يحاولون عبور الحواجز النهرية والبرية. وكانت الحرب المتجددة مختلفة بشكل ملحوظ حيث كان معنويات الجُنطة أقل بكثير، وأصبح جيش أراكان جزءًا من تحالف شعبي قائم على الأمر الواقع مع قوات المقاومة التي تقودها حكومة الوحدة الوطنية.

#### وقف إطلاق النار
في يوم 26 نوفمبر، اتفق جيش أراكان والعسكر على وقف إطلاق النار المؤقت الذي بدأ في اليوم التالي. وقد توسط في ذلك يوهي ساساكاوا من مؤسسة نيبون الذي عمل كوسيط. صرح المتحدث باسم جيش أراكان خين ثو خا أنهم وافقوا على ذلك لأسباب إنسانية وليس بسبب الضغط الدولي. ولم تسحب المجموعة من التحصينات التي كانت تحتلها وقت وقف إطلاق النار. وقال مسؤول عسكري لمجلة الإيراوادي إن هذه الخطوة الأولى نحو وقف إطلاق النار الدائم. وحتى منتصف ديسمبر، ظل التوتر مرتفعًا مع بقاء قوات من الجانبين منتشرة في شمال ولاية راخين.
ظل جيش أراكان جزءًا من تحالف الإخوة الثلاثة، ويُزعم أنه شارك في عمليات مشتركة خارج ولاية راخين، بما في ذلك عملية 1027، وهي هجوم امتد من لاشيو إلى كوكبانغ، شمال ولاية شان، في أكتوبر 2023. كما خاض جيش أراكان عدة اشتباكات مع قوات المجلس العسكري في بلدة هتيغياينغ، بمنطقة ساغينغ. وادعى جيش أراكان أن هذه الاشتباكات جزء من عملية 1027. وقامت قوات مشتركة من جيش أراكان وجيش استقلال كاشين بالاستيلاء على قاعدة جانغداو يانغ على طريق مييتيكا - با مو في 31 أكتوبر.  وبدأ قوة مشتركة من جيش أراكان وجيش استقلال كاشين وقوة الدفاع الشعبية المحلية بمهاجمة كاولين في 3 نوفمبر، وتم الاستيلاء عليها بالكامل في 6 نوفمبر. وأصبحت أول مدينة على مستوى المقاطعة يسيطر عليها المتمردون.

#### استئناف الأعمال العدائية والعملية العسكرية رقم 1027
في صباح يوم 13 نوفمبر 2023، وفي إطار عملية 1027، هاجم جيش أراكان مركزي شرطة حدوديين اثنين في بلدة راثيداونغ، مما أدى إلى خرق اتفاق وقف إطلاق النار في ولاية راخين بين المجلس العسكري وجيش أراكان.
في الليلة التالية، شنّ جيش أراكان هجوماً على بلدة بوكتاو، واستولى على مركز شرطة البلدة. وبحلول صباح اليوم التالي، كان جيش أراكان قد سيطر على البلدة بالكامل. وقد شكل اقتراب بوكتاو من عاصمة ولاية راخين، سيتوي، تهديداً مباشراً للجنطة العسكرية. إلا أن الجنطة تمكنت من استعادة السيطرة على البلدة في اليوم التالي.
في ديسمبر 2023 ، اتفق تحالف الإخوة الثلاثة ، الذي يعد فيه جيش الله أكبر جزءًا ، والجنرال على وقف إطلاق النار في شمال ولاية شان. بعد ذلك ، في يناير 2024 ، صعد جيش أراكان هجومه على بلدة باليتوا واستولى على باليتوا ، وهي بلدة استراتيجية لمشروع النقل متعدد الوسائط كاليدان بين الهند وميانمار. بعد أسبوع ، استولى جيش أراكان مرة أخرى على بلدة بوك تاو ، مما أدى إلى ختام معركة استمرت ثلاثة أشهر.
سيطر جيش أراكان على القواعد المتبقية للجيش البورمي في مينبيا في 6 فبراير، وبذلك سيطر بشكل كامل على بلدة مينبيا. وفي اليوم نفسه، سيطر جيش أراكان على موقع تاونغ بيو التابع للخُنتة على الحدود مع بنغلاديش في بلدة مونغداو. كما سيطر جيش أراكان على كياوك تاو في 7 فبراير، في حين استمرت المعارك العنيفة في مروك يو ورامري. تخلى الجيش البورمي عن مييبون للانتقال إلى كياوكفيو في 9 فبراير، تاركًا الذخيرة وراءه في عجلة الانسحاب، وتخلى عن بلدة مروك يو الجنوبية التابعة لمقاطعة مروك يو. وفي اليوم التالي، سيطر جيش أراكان على مدينة مروك يو التاريخية، مكملًا سيطرته على البلدة. وخلال المعركة، أفيد بغرق ثلاثة زوارق حربية تابعة للبحرية البورمية. ردًا على الاستيلاء على المدن الثلاث، فجر المجلس العسكري الجسور في بلدة كياوك تاو وعاصمة الولاية سيتوي. وبعد خمسة أيام، سيطر جيش أراكان على مييبون، مكملًا سيطرته على كامل مقاطعة مروك يو.
بعد أن تم الكشف عن تقارير حول قيام جيش ميانمار بتجنيد الروهينغيا قسراً، دعا المتحدث باسم جيش أراكان، خين ثو كا، الشباب الروهينغي الفارين من التجنيد إلى اللجوء إلى أراضيهم. وفي حين نفى الجيش الاتهامات الحكومية باستهدافهم للتجنيد، شجع خين ثو كا أي شخص يرغب في التطوع على القيام بذلك، بغض النظر عن العرق أو الدين.
في 24 مارس، بدأ جيش أراكان هجوماً على بلدة آن بالتزامن مع هجومه على سيتوي، حيث شن هجمات على آن، مقر القيادة الغربية للخُنتة. وشمال آن، شن جيش أراكان هجمات على بلدة نغابي المجاورة في منطقة ماغواي. ويُعد موقع آن ذا أهمية استراتيجية كونه الرابط بين راخين وماغواي عبر طريق مينبو-آن عبر جبال أراكان، وبمثابة بوابة تمنع جيش أراكان من مهاجمة ولاية راخين الجنوبية. في 27 مارس، سيطرت قوات جيش أراكان على معسكر بالقرب من قرية غي لاونغ، بلدة آن. وفي 2 أبريل، أعلن جيش أراكان أنه سيطر على جزء من طريق آن-مينبو السريع، مما قطع آن عن بادين المجاورة.
خلال هذه الهجمات، وفي يوم 10 أبريل، أعاد جيش أراكان تسمية نفسه إلى "جيش أراخا" لتمثيل جميع الأشخاص الذين يعيشون في ولاية راخين. اشتبك جيش أراكان وجيش إنقاذ روهينجا أراكان (ARSA) في بلدة بوثيداونغ في 15 أبريل، مما أسفر عن مقتل 25 من الروهينجا. أفاد أحد السكان المحليين بأن التاتمادو و ARSA قاتلوا معًا خلال الاشتباكات.
في 27 أبريل، سيطر جيش أراكان على قاعدة تاو هين تاونغ في تلال بلدة آن. وفي 6 مايو، سيطر جيش أراكان أيضًا على مقر القيادة العسكرية الخامس عشر. وفي 3 مايو، سيطر جيش أراكان على مقر شرطة حرس الحدود في بلدة مونغداو عند كيي كان بين، مما أجبر ما لا يقل عن 128 جنديًا من المجلس العسكري على عبور الحدود إلى بنغلاديش. وفي اليوم التالي، أعلن جيش أراكان أنه بعد حصار مطول، سيطر على القيادة العسكرية الخامسة عشر بالقرب من بوثيدونغ. وادعى جيش أراكان أن معركة القاعدة أسفرت عن مقتل "مئات" من جنود المجلس العسكري، وأن المئات من جنود المجلس العسكري وعائلاتهم استسلموا.
في 13 أبريل، بدأ جيش أراكان اشتباكات مع قوات المجلس العسكري على طول طريق ثاندوي-تاونغوب السريع. وفي 22 أبريل، اندلعت اشتباكات عنيفة حول محطة توليد الطاقة الكهرومائية "ثا هاتي" في شمال بلدة ثاندوي، مما أسفر عن مقتل "عشرات" من جنود المجلس العسكري بحسب التقارير. وفي 25 أبريل، بدأ جيش أراكان اشتباكات مع قوات المجلس العسكري بالقرب من شاطئ نغابالي.
في الثامن عشر من مايو، استولت جيش آراكان على بلدة بوثيدونغ وبقية منطقة بوثيدونغ. وبعد الاستيلاء، اتهم نشطاء روهينجا جيش آراكان بإحراق واستهداف منازل الروهينجا في البلدة، وهو ادعاء نفاه جيش آراكان.  وبدأ جيش آراكان في شن هجمات على بلدة مونداو المجاورة في الثاني والعشرين من مايو.
في 29 مايو، ارتكبت قوات الانقلاب العسكري وحلفاؤها من جيش أراكان لتحرير الروهينجا مجزرة مروعة أسفرت عن مقتل أكثر من 70 قروياً من قرية بيان فيو بالقرب من سيتوي. ويرجع سبب هذه الجريمة البشعة إلى الاشتباه في تعاطف أهالي القرية مع جيش أراكان.
منذ أواخر مايو وحتى أوائل يونيو، شنت جماعة "جيش أراكان" هجمات متعددة على القواعد العسكرية المتبقية التابعة للمجلس العسكري في مختلف أنحاء بلدة ماونغداو. وفي 16 يونيو، حثت جماعة "أراكان" سكان ماونغداو على مغادرة البلدة، مدعية سيطرتها على جميع قواعد المجلس العسكري في البلدة أو محاصرتها، وأنها تعتزم شن هجوم عليها. ردًا على هذه الاشتباكات في ماونغداو، نشرت البحرية البنغلاديشية سفنًا حربية حول جزيرة سانت مارتن، التي تعرضت لإطلاق نار متكرر من قبل قوات المجلس العسكري. وقد مثّلت هذه الجزيرة نقطة خلاف، حيث أدرجت الخرائط البورمية منذ عام 2019 هذه الجزيرة ضمن الأراضي البورمية.
في يوم 2 يونيو، اندلعت اشتباكات جديدة على طريق ثاندوي-تاونغوب بالقرب من شاطئ نغابالي، حيث تمكن جيش أراكان من الاستيلاء على قرية غاوت خلال القتال. وعلى مدار الأسبوع التالي، اقتربت المعارك من ثاندوي وشاطئ نغابالي المجاور، مما أدى إلى إغلاق مطار ثاندوي. وخلال القتال، قصف الجيش البورمي قرية سينغاونغ، مما أسفر عن مقتل ما بين 60-120 قرويًا. وفي 15 يونيو، شن جيش أراكان هجومًا للاستيلاء على مدينة تاونغوب المجاورة، حيث شن قوات الجيش هجمات على قاعدة المجلس العسكري بالقرب من جامعة تاونغوب.
"بعد أشهر من الهدوء النسبي، اندلعت اشتباكات عنيفة خارج كياوكفيو في 17 يونيو، وذلك عقب انسحاب قوات المجلس العسكري من قاعدة دانيواودي البحرية، بالقرب من قرية ثاينغ تشاونغ، مما أسفر عن مقتل عشرة من جنود المجلس.
في 20 يونيو، نفذت قوات AA كمينًا لقافلة عسكرية تابعة للجunta على طول طريق تاونغوب-باندونغ، مما أسفر عن مقتل 60 من جنود junta. وفي 23 يونيو، استولت قوات AA على مطار ثاندوي، ليكون أول مطار تستولي عليه قوات المقاومة منذ الانقلاب الذي وقع في عام 2021. وبحلول 26 يونيو، كانت الاشتباكات قد امتدت إلى شاطئ نغابالي، وبدأت قوات AA في شن هجمات على آخر قاعدتين للجيش في بلدة ثاندوي.

## الاعتقالات الدولية
في يوليو من عام 2019، ألقت شرطة ميانمار القبض على أوڭ مرات كياو، شقيق زعيم جيش أراكان توان مرات ناين الأصغر، إلى جانب آخرين، وذلك بالتعاون مع حكومة سنغافورة. وجّهت السلطات الميانمارية الاتهام إلى المجموعة بدعم جيش أراكان مالياً. وفي سبتمبر من العام ذاته، تم توقيف شقيقته وزوجها من قبل شرطة ميانمار لدى عودتهما إلى البلاد قادمين من تايلاند.
في السادس من ديسمبر، تعرضت زوجة توان موت ناينغ، هنين زار فيو، وطفلاها للاحتجاز على يد مسؤولي الهجرة التايلاندية في مدينة تشيانغ ماي. وقد تم اعتقالها بسبب إدراج اسمها ضمن قائمة الأفراد المرتبطين بجيش أراكان، والتي قدمتها حكومة ميانمار. وفي الخامس والعشرين من فبراير عام 2020، غادرت العائلة المحتجزة إلى سويسرا ضمن برنامج اللجوء السياسي الذي أطلقته المفوضية السامية للأمم المتحدة لشؤون اللاجئين.
في 23 يونيو 2020، داهمت السلطات التايلاندية منزلاً في بلدة ماي سوت الحدودية (القريبة من ولاية كايا)، حيث ضبطت مخبأً كبيراً من الأسلحة المصنعة حديثًا والتي نشأت من الصين. أخبر المتمردون المحليون على الجانب البورمي من الحدود صحيفة إيراوادي أن الأسلحة كانت تُهرّب على الأرجح لجيش أراكان لأنهم "يدفعون أسعارًا جيدة